# Suislay Jay
Suislay Jay es una deportista cubana que compitió en judo. Ganó una medalla de oro en el Campeonato Panamericano de Judo de 2002, en la categoría de –48 kg.

## Palmarés internacional
| Campeonato Panamericano | Campeonato Panamericano         | Campeonato Panamericano | Campeonato Panamericano |
| Año                     | Lugar                           | Medalla                 | Categoría               |
| ----------------------- | ------------------------------- | ----------------------- | ----------------------- |
| 2002                    | Santo Domingo (Rep. Dominicana) | Medalla de oro          | –48 kg                  |